# Puccinia pounamu
Puccinia pounamu är en svampart som beskrevs av G. Cunn. 1923. Puccinia pounamu ingår i släktet Puccinia och familjen Pucciniaceae.   Inga underarter finns listade i Catalogue of Life.